# Jischiwzi
Jischiwzi (ukrainisch Їжівці; russisch Иживцы Ischiwzy, rumänisch Igeşti, deutsch (bis 1918) Idzestie) ist ein Dorf im Süden der ukrainischen Oblast Tscherniwzi mit etwa 3400 (2004), anderen Quellen nach mit fast 6000 Einwohnern.
Das 1428 erstmals urkundlich erwähnte Dorf liegt 18 km südlich vom ehemaligen Rajonzentrum Storoschynez zwischen den Dörfern Tschudej im Westen und Nyschni Petriwzi im Osten nahe der ukrainisch-rumänischen Grenze.
Es befindet sich auf 383 m Höhe am Ufer des Flusses Seretel (Серетель), der über den Malyj Seret (Малий Серет) in den Sereth abfließt. An Jischiwzi vorbei verläuft die Territorialstraße T–26–08 und die Bahnstrecke Hlyboka–Berehomet.
Es trug seit 1940 den ukrainischen Namen Ischeschty (Іжешти), am 7. September 1946 wurde es auf seinen heutigen Namen umbenannt.
Am 26. Juli 2016 wurde das Dorf ein Teil neu gegründeten Landgemeinde Tschudej im Rajon Storoschynez, bis dahin bildete es die Landratsgemeinde Jischiwzi (Їжівська сільська рада/Jischiwska silska rada) im Süden des Rajons.
Seit dem 17. Juli 2020 ist der Ort ein Teil des Rajons Tscherniwzi.